# Дарлово (гміна)
Гміна Дарлово (пол. Gmina Darłowo) — сільська гміна у північно-західній Польщі. Належить до Славенського повіту Західнопоморського воєводства.
Станом на 31 грудня 2011 у гміні проживало 7982 особи.

## Територія
Згідно з даними за 2007 рік площа гміни становила 269.84 км², у тому числі:
- орні землі: 58.00%
- ліси: 22.00%

Таким чином, площа гміни становить 25.86% площі повіту.

## Населення
Станом на 31 грудня 2011:
| Опис     | Загалом | Загалом | Чоловіки | Чоловіки | Жінки | Жінки |
| -------- | ------- | ------- | -------- | -------- | ----- | ----- |
| одиниця  | осіб    | %       | осіб     | %        | осіб  | %     |
| все      | 7982    | 100     | 4041     | 50.63    | 3941  | 49.37 |
| міське   | 0       | 100     | 0        |          | 0     |       |
| сільське | 7982    | 100     | 4041     | 50.63    | 3941  | 49.37 |

## Сусідні гміни
Гміна Дарлово межує з такими гмінами: Дарлово, Малехово, Мельно, Постоміно, Славно, Сянув.